# Liste von Klöstern in Ungarn

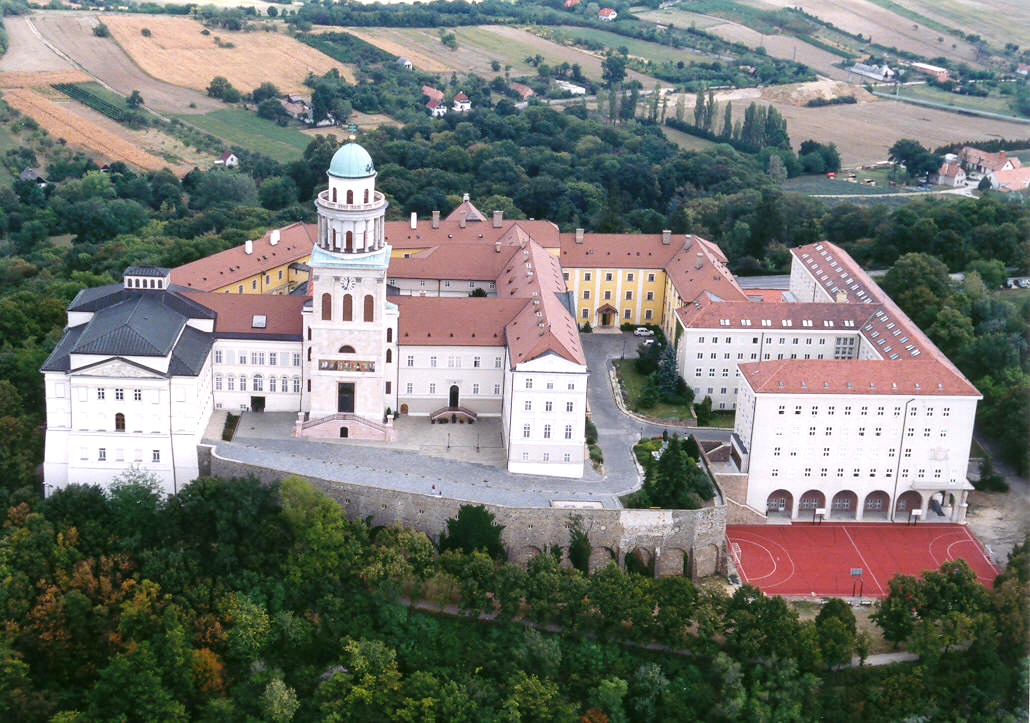
Abtei Pannonhalma

Die Liste der Klöster enthält eine Auswahl bestehender und ehemaliger Klöster im Gebiet des heutigen Ungarn.

## Geschichte
996 wurde das Kloster auf dem Martinsberg (Pannonhalma) als erstes Kloster in Ungarn gegründet. Im 11. Jahrhundert folgten weitere Benediktinerniederlassungen, über deren Anfangszeit aber nur wenig bekannt ist, und die wahrscheinlich klein waren. Außerdem gab es auch einige orthodoxe Klöster byzantinischer und russischer Herkunft, die bis in das 13. Jahrhundert bestanden. Im 12. Jahrhundert kamen Niederlassungen der Prämonstratenser und Zisterzienser dazu, im 13. Jahrhundert der Dominikaner und Franziskaner und dann weiterer Orden. Seit dem Vordringen der Türken 1526 wurden in deren Herrschaftsbereich alle Klöster geschlossen, im unbesetzten nördlichen Ungarn blieben sie bestehen, wurden aber von Überfallen heimgesucht und zeitweise auch geschlossen. In dieser Zeit gab es in Ungarn wahrscheinlich einige Klöster des Bektaşi-Ordens der muslimischen Sufis.
Seit dem späten 17. Jahrhundert wurden nach dem Abzug der Türken viele Klöster durch ihre Orden wieder in Besitz genommen, dazu kamen Niederlassungen neuer Orden wie der Basilianer, Jesuiten und Stephaniten. Seit 1781 wurden 140 der 315 bestehenden Klöster durch Kaiser Joseph II. aufgelöst. Ab 1802 konnten einige von ihnen wieder genutzt werden. 1950 wurden in Ungarn alle Klöster außer der Abtei Pannonhalma geschlossen. In den 1980er Jahren bildeten sich wieder einige Konvente.

## Bestehende Klöster und Niederlassungen
Benediktiner
- Kloster S. Mauritius in Bakonybél, spätestens 1032, wieder seit 1989
- Haus in Budapest, seit 1984
- Priorat Győr, 1803, heute zu Pannonhalma
- Erzabtei Pannonhalma, 996, ältestes und wichtigstes Kloster Ungarns
- Priorat Tihany, 1055, heute zu Pannonhalma

Prämonstratenser
- Propstei Csorna

Zisterzienser
- Kloster Zirc, 1182, wieder seit 1989

Zisterzienserinnen
- Kloster Kismaros, seit 1987
- Kloster Regina Mundi in Érd, seit 1967

Serbisch-orthodox
- Kloster Kovin

## Ehemalige Klöster

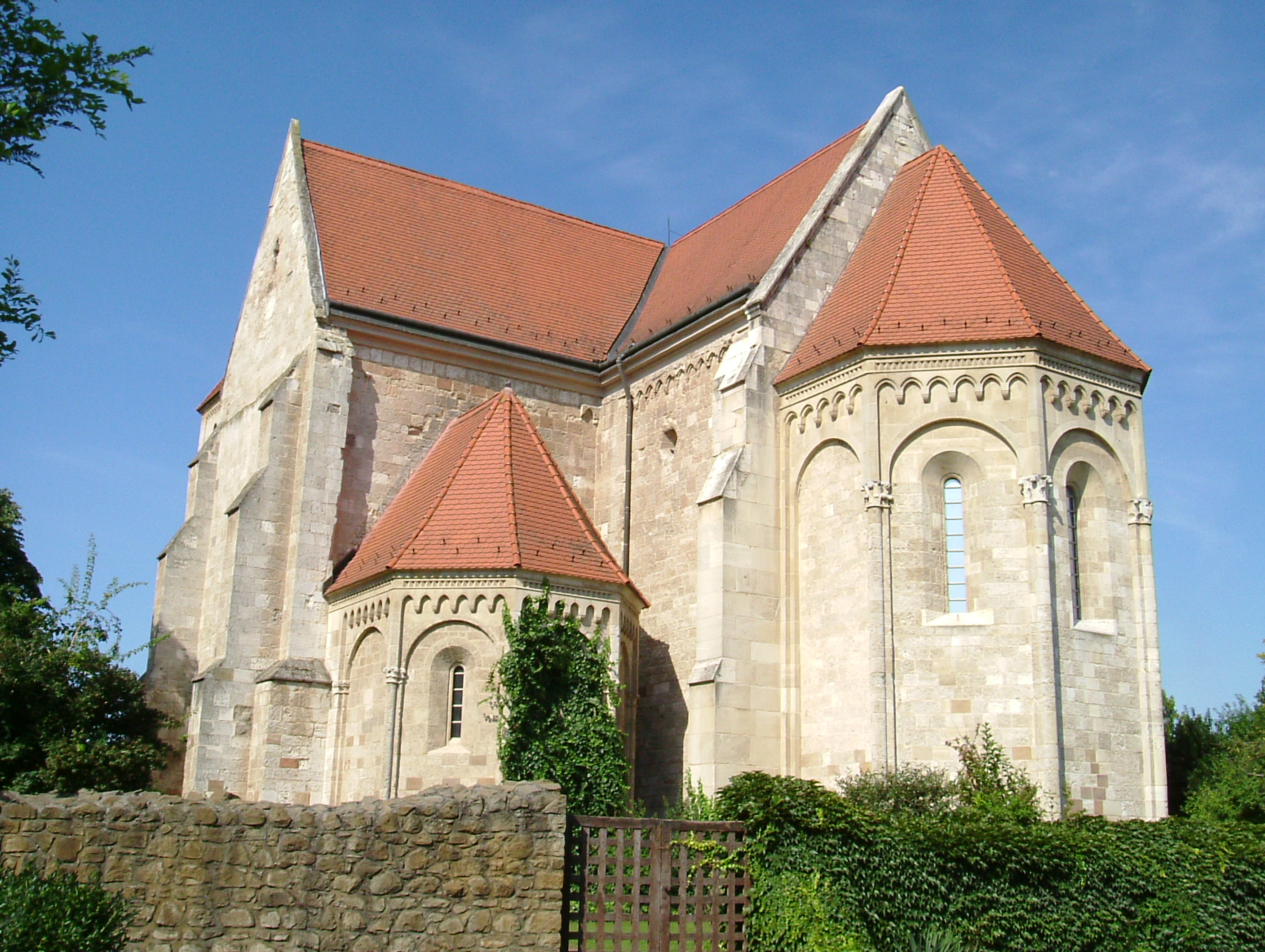
Ehemalige Prämonstratenserklosterkirche in Ócsa, 13. Jahrhundert

In Ungarn gab es im Mittelalter und wieder im 18. Jahrhundert mehrere hundert Klöster. Aufgeführt werden hier nur diejenigen, die auch heute noch im ungarischen Territorium liegen. Weitere ehemals ungarische Klöster befanden sich in den heutigen Staatsgebieten von Kroatien, Rumänien, Serbien, der Slowakei und der Ukraine.
Benediktiner
- Abtei Zalavár, 1019–1543
- Abtei Pécsvárad, 1015–1543
- Abtei Szekszárd, 1063–1543
- Abtei Somogyvár, 1091–1552
- Kloster Vérteskeresztúr, Ende 12. Jahrhundert–1478, danach Dominikaner 1478–1543
- Kloster Ákosmonostora, Ende 12. Jahrhundert–1541

Dominikaner
- Kloster Vérteskeresztúr, 1478–1543, vorher Benediktiner

Franziskaner
- Franziskanerkloster Budapest (Margareteninsel)
- Franziskanerkloster Eger

Jesuiten
- Kloster Győr, 1727–1773

Prämonstratenser
- Kloster Adony, Nyíradony, 1245/60–um 1543
- Kloster Ocsá, 1234–18. Jahrhundert
- Kloster Türje, vor 1230–um 1550, 1720–1785, 1802–1950
- Kloster Zsámbék (Schambeck), 1234–1475, dann Basilianer

Zisterzienser
- Kloster Cikádor, 1142–1478, erstes Zisterzienserkloster in Ungarn
- Kloster Szentgotthárd, 1183–1532, 1734 wiedererrichtet, 1878 zu Kloster Zirc
- Kloster Pilis, 1184–1526, 1814 zu Kloster Zirc
- Kloster Pásztó, 1191–1544, 1814 zu Kloster Zirc
- Kloster Vérteskeresztúr, 1214–1301?, danach Benediktiner, Dominikaner
- Kloster Bélapátfalva, 1232–1596
- Kloster Ercsi, 1252–1482
- Kloster Ábrahám, 1263–1537

Zisterzienserinnen
- Kloster Veszprémvölgy, 1240–1543?, vorher orthodoxes Nonnenkloster

Orthodox
- Eremiten bei Tihany, 12. Jahrhundert, russisch?
- Kloster Veszprémvölgy, 11. Jahrhundert–1240, byzantinisch-orthodoxe Nonnen, danach Zisterzienserinnen